# 叶世满
叶世满（1965年8月—），福建周宁人，中华人民共和国政治人物、教育工作者，闽江学院现任党委书记。

## 经历
1987年毕业于福建师范大学地理系，同年7月参加工作。研究方向包括高教管理和发展战略。
曾担任厦门大学党委宣传部秘书、学校办公室秘书、学校办公室副主任、校长助理、发展规划办公室主任等职务，以及《谋划发展，规划未来》、《引领创新，追求卓越》特约编辑。2012年11月，晋升为厦门大学副校长。2014年4月，出席“人民日报校园行——厦门大学之行”活动。2020年5月，兼任中共厦门大学嘉庚学院委员会委员、书记。
2021年2月，调任闽江学院党委书记。